# Jasper Schendelaar
Jasper Schendelaar, né le 2 septembre 2000 à Alkmaar aux Pays-Bas, est un footballeur néerlandais, qui évolue au poste de gardien de but au PEC Zwolle.

## Biographie

### En club
Né à Alkmaar aux Pays-Bas, Jasper Schendelaar commence le football avec le club local du VAVV Alcmaria Victrix avant de jouer pour le SV De Foresters puis d'être formé par l'AZ Alkmaar, qu'il rejoint en 2013.
Il intègre l'équipe réserve du club, Jong AZ (en), avec laquelle il fait ses débuts en professionnel puisque celle-ci évolue en deuxième division néerlandaise. Schendelaar joue son premier match le 24 août 2018 contre le SC Cambuur. Il est titularisé et son équipe est battue par deux buts à un.
Le 8 juin 2020, Jasper Schendelaar est prêté pour une saison au SC Telstar, club évoluant alors en deuxième division néerlandaise.
Il n'est pas conservé par l'AZ à l'été 2021 et n'y aura fait aucune apparition avec l'équipe première. Il rejoint alors librement le PEC Zwolle pour un contrat de deux ans. Le transfert est annoncé le 12 juin 2021.
Le jeune gardien de but ne joue toutefois aucun match lors de sa première saison au club, le poste de gardien titulaire étant promis à Kóstas Lámprou dont il est la doublure, et qui joue tous les matchs. Avec le départ de Lámprou à l'été 2022, Schendelaar est alors désigné comme le nouveau gardien titulaire du PEC Zwolle.
Schendelaar joue son premier match dans l'Eredivisie, l'élite du football néerlandais, le 12 août 2023, lors de la première journée de la saison 2023-2024 face au Sparta Rotterdam. Il est titularisé et son équipe est battue par deux buts à un.

### En sélection
Jasper Schendelaar commence sa carrière internationale avec l'équipe des Pays-Bas des moins de 15 ans, jouant cinq matchs avec cette sélection entre 2014 et 2015.
De 2015 à 2016, il joue avec les moins de 16 ans, jouant un total de dix matchs.
Le 27 mars 2023, Jasper Schendelaar joue son premier et unique match pour l'équipe des Pays-Bas espoirs, contre la Tchéquie. Titulaire, il se fait remarquer en arrêtant un penalty tiré par Adam Karabec, avant que son équipe ne prenne l'avantage deux minutes plus tard sur un but de Million Manhoef. Les Tchèques égalisent finalement en deuxième période avec un but de Václav Sejk (1-1 score final),.